# メスケール
メスケール （Mesquer）は、フランス、ペイ・ド・ラ・ロワール地域圏、ロワール＝アトランティック県のコミューン。歴史的なブルターニュの一部である。

## 地理

メスケールの位置

メスケールは大西洋岸、ヴィレーヌ川河口からさほど遠くない、ゲランド半島に位置する。湾ではムール貝とカキの漁が行われ、コミューンの北側の海岸はアムール海岸の北限にあたる。
周辺のコミューンは、ラ・テュルバル、ピリアック＝シュル＝メール、サン・モルフ、アセラックである。
メスケールはゲランドの北8km、サン＝ナゼールの北西25kmにある。
1999年にINSEEがまとめた順位表によれば、メスケールは都市型コミューンである。ピリアック＝シュル＝メールを含む、ラ・テュルバルの人口集塊の一部である。サン＝ナゼールとルドンにまたがる複合都市圏にメスケールも入っている。
一帯のメス湿地はソリハシセイタカシギ、オグロシギなどの生息地で、1995年にラムサール条約の登録地となった。

## 歴史

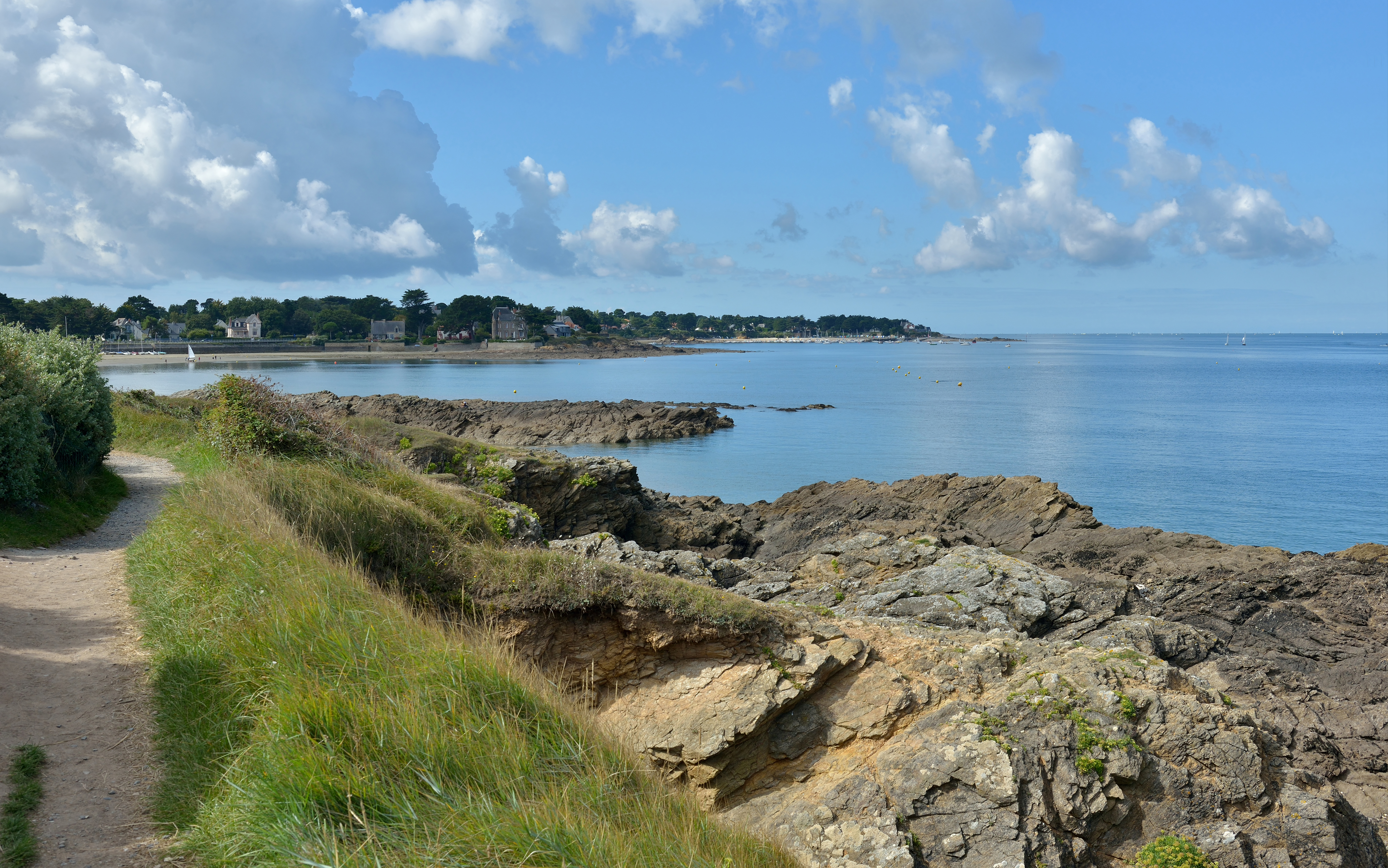
ソロク岬

少なくともローマ時代からここにあった職業を説明するものとしては、ロテュの塩田で生産される塩が非常に人気であった。
キリスト教伝道はメスケールに最初の信仰の場を与えた。7世紀、サン＝ジルダ＝ド＝リュイス修道院の修道士たちがメルケル小修道院を建てた。小修道院の礼拝堂は、ノートルダムと聖ジルダに捧げられていた。多くの地元の地名と姓名で明らかなように、中世の間にブルトン人がメスケールに定住した。ブルトン人たちは彼らの文明と言語を移し、両方とも既にケルトの影響を引き継いでいた。
いくつかの荘園や城が建設されている。そして村には数軒の住宅があった。これは古い司祭館を指している。15世紀初頭のメスケール人口は700人ほどだったと推測される。メスケールの城は何も痕跡を残していない。1590年には、リーグ側の熱烈な支持者メルクール公を支援するためにスペイン軍がメスケールに上陸した。ユグノーの城主が持つ城が燃やされている。
何世紀にもわたって成長し続けてきた製塩業は、19世紀にピークに達した。塩はケルカブレックの港から出荷され、ヨーロッパの大西洋岸全体に輸出されていた。

## 言語
ポーラン・ブノワとエルネスト・セレスタン・リオが集めた証言によれば、メスケールは19世紀半ばまでブルトン語が用いられていた県最後のコミューンの1つだった。メスケールでは最近になってブルトン語は話されていない。19世紀半ばにとってかわって話されるようになったのはガロ語である。地元の話し言葉にはブルトン語の語句が保存されている。
ガロ語での地名はMessqér、ブルトン語ではMeskerである。

## 人口統計
| 1962年 | 1968年 | 1975年 | 1982年 | 1990年 | 1999年 | 2006年 | 2012年 |
| ------ | ------ | ------ | ------ | ------ | ------ | ------ | ------ |
| 1034   | 1019   | 1015   | 1201   | 1372   | 1473   | 1658   | 1759   |

source=1999年までLdh/EHESS/Cassini、2004年以降INSEE